# Conquista borbonica delle Due Sicilie
La conquista borbonica delle Due Sicilie avvenne negli anni 1734-1735 nell'ambito della guerra di successione polacca, quando la Spagna di Filippo V di Borbone invase i regni di Napoli e di Sicilia, allora soggetti alla dominazione austriaca.
In virtù della politica dell'equilibrio che regolava le relazioni internazionali del XVIII secolo, dopo la vittoriosa campagna militare i due regni non tornarono ad essere vicereami della Spagna come nei secoli precedenti, ma riacquistarono l'antica indipendenza. Il figlio di Filippo V e della seconda moglie Elisabetta Farnese, l'infante don Carlo, già duca di Parma, salì al trono come primo sovrano della dinastia dei Borbone di Napoli.
Alla conquista seguirono tensioni con papa Clemente XII, il quale – titolare di secolari diritti feudali sui due regni – concesse l'investitura a Carlo solo nel maggio 1738. Il riconoscimento internazionale della nuova casa regnante avvenne a novembre dello stesso anno con il trattato di Vienna, al prezzo della cessione del Ducato di Parma e Piacenza agli Asburgo e del Granducato di Toscana ai Lorena.

## Le Due Sicilie contese tra gli Asburgo e i Borbone
All'alba del XVIII secolo, la morte senza eredi diretti del re di Spagna Carlo II segnò l'estinzione del ramo spagnolo degli Asburgo e accelerò il processo di inarrestabile decadenza della potenza iberica. La successiva crisi dinastica vide contrapporsi la casa reale dei Borbone di Francia e il ramo imperiale degli Asburgo, che candidarono al trono di Madrid rispettivamente il duca Filippo d'Angiò, nipote del re francese Luigi XIV, e l'arciduca Carlo d'Asburgo, figlio cadetto dell'imperatore Leopoldo I. Avendo beneficiato del testamento di Carlo II, il primo occupò la Spagna agli inizi del 1701 e fu incoronato re con il nome di Filippo V.
Dopo due secoli di vicereame spagnolo, la nobiltà napoletana cominciava a coltivare desideri di indipendenza e vide nella crisi dinastica l'occasione propizia per separare il regno dalla corona iberica. Scoppiata la guerra di successione spagnola, con l'intenzione di accattivarsi le simpatie dei napoletani, nell'agosto 1701 l'imperatore Leopoldo dichiarò:
La prospettiva di essere governati da un sovrano proprio guadagnò alla causa asburgica una parte della nobiltà del regno, che in settembre attuò anche un vano tentativo di sollevazione contro il viceré fedele a Filippo V, il duca di Medinaceli, con la sfortunata congiura di Macchia. Per consolidare la propria sovranità sul regno e contrastare la propaganda antiborbonica fomentata dall'Austria, nel 1702 Filippo decise di recarsi personalmente a Napoli, dove arrivò il 17 aprile accolto da grandi festeggiamenti e sostò fino al 2 giugno, concedendo grazie e benefici al popolo e titoli ai nobili a lui fedeli: era la prima volta dopo più di un secolo e mezzo che un re spagnolo visitava i suoi domini in Italia. Tuttavia, negli anni successivi le sorti del fronte italiano della guerra volsero in favore degli austriaci, che nel 1707 invasero e conquistarono il Regno di Napoli senza difficoltà. Nonostante l'avvento della nuova dinastia, le speranze indipendentiste napoletane non si concretizzarono, poiché come i suoi predecessori anche l'arciduca Carlo governò da un trono straniero, dapprima da Barcellona – avendo fin dal 1704 occupato parte della Spagna, dove era stato acclamato re come Carlo III – e poi da Vienna, quando alla morte del fratello Giuseppe I nel 1711 divenne imperatore con il nome di Carlo VI.
I trattati di Utrecht (1713) e di Rastatt (1714) che chiusero il conflitto, lasciando a Filippo V solo la corona di Spagna e le colonie d'oltreoceano, sancirono lo smembramento dei possedimenti europei dell'impero spagnolo. In particolare cessò il predominio spagnolo in Italia, dove il Regno di Napoli (con annessi i Presidi toscani), il Regno di Sardegna e il Ducato di Milano furono ceduti anche de iure a Carlo VI, che già li occupava de facto, mentre il Regno di Sicilia fu trasferito al duca Vittorio Amedeo II di Savoia, che fu quindi elevato alla dignità di re. A Napoli, al governo vicereale spagnolo si sostituì dunque quello austriaco, in cui esercitavano comunque una grande influenza gli esuli spagnoli che avevano parteggiato per Carlo VI, per lo più catalani. Nella considerazione dell'imperatore, il quale aveva abbandonato a malincuore la Spagna e continuava a rivendicarne la corona, essi erano sudditi fedeli da onorare e «un qualunque di loro valeva meglio del più capace tedesco o italiano a governare ed amministrare i paesi soggetti un tempo alla Spagna».
Il governo asburgico a Napoli assunse quindi le caratteristiche di una duplice dominazione austriaca e spagnola, costituendo un doppio peso per i sudditi. Ciononostante, anche grazie al fatto che molti filoborbonici scelsero la via dell'esilio, l'Austria resse saldamente il regno godendo del sostegno di larghi strati della popolazione. Tra i nobili, malgrado le diffuse aspirazioni all'indipendenza inizialmente riposte negli Asburgo, non mancava una parte che riteneva che la condizione del suddito di una piccola monarchia indipendente fosse meno vantaggiosa rispetto a quella del suddito di una grande monarchia imperiale, poiché mentre il primo non poteva ottenere che l'amministrazione di qualche provincia, il secondo poteva aspirare al governo di interi vicereami o al comando di ingenti forze militari di terra e di mare. Inoltre, i baroni beneficiarono di riforme che, indebolendo il governo vicereale, consentivano loro di gestire liberamente i propri feudi, e trovarono sempre nella corte di Vienna un riparo dal sistema giudiziario locale.

## L'arrivo di Carlo di Borbone in Italia

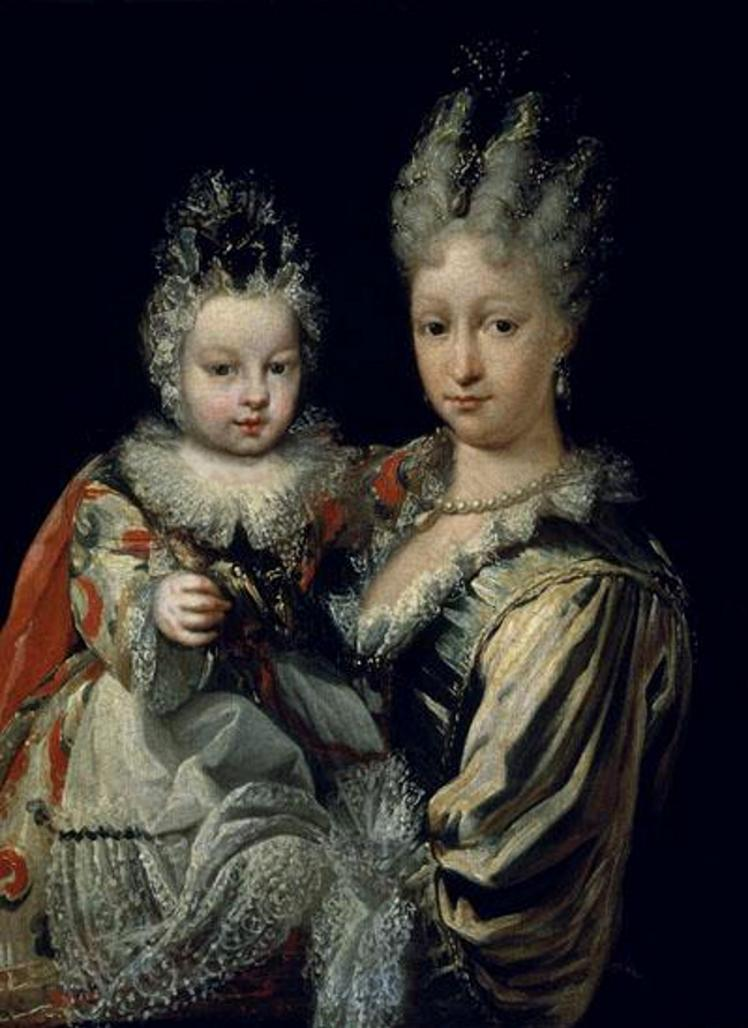
Elisabetta Farnese con il suo primogenito Carlo, 1716

Gli anni seguenti furono caratterizzati dai tentativi spagnoli, sia militari che diplomatici, di recuperare territori e influenza in Italia. Tali progetti espansionistici ricevettero un forte impulso, oltre che dal desiderio di rivincita del Paese, dalle ambizioni della vera artefice della politica estera della corte borbonica: la regina Elisabetta Farnese, seconda moglie di Filippo V. Nata principessa italiana, la Farnese era stata scelta dal governo spagnolo come sposa del re perché recava in dote diritti dinastici sia sulla sua terra d'origine, il Ducato di Parma e Piacenza, sia sul vicino e più esteso Granducato di Toscana. Tali Stati erano retti da due dinastie – i Farnese e i Medici – ritenute volgenti al tramonto per estinzione dei loro rami maschili, e pertanto erano ambiti anche dall'imperatore Carlo VI in forza di antichi vincoli feudali che li legavano al Sacro Romano Impero.
Il 20 gennaio 1716 Elisabetta diede alla luce l'infante don Carlo, la cui sistemazione su un trono divenne la principale preoccupazione della regina e di riflesso il fine ultimo di tutte le mosse della Spagna sul piano internazionale. Sembrandogli precluso il trono di Madrid, in quanto preceduto nella linea di successione dai fratellastri Luigi e Ferdinando, per don Carlo l'unica possibilità di ottenere una corona era di trovarla in terra italiana. Un primo tentativo spagnolo di riguadagnare terreno in Italia fu attuato negli anni 1717-1718, con l'invasione prima della Sardegna e poi della Sicilia. L'Austria, la Gran Bretagna, le Province Unite e anche la Francia – madrepatria di Filippo V – reagirono coalizzandosi contro la Spagna (trattato di Londra). Il conflitto che ne derivò, noto come guerra della Quadruplice Alleanza, si concluse con una sconfitta spagnola e il ripristino dell'equilibrio europeo definito a Utrecht.
Le potenze vincitrici obbligarono la Spagna ad accettare le disposizioni del trattato di Londra, poste alla base del trattato di pace dell'Aia (1720). L'accordo riconosceva i diritti di Carlo di Borbone su Parma e Toscana, ma nel contempo riaffermava la sudditanza feudale dei due ducati verso l'Impero. Per prenderne legittimamente possesso, l'infante avrebbe dunque dovuto ricevere l'investitura da Carlo VI, il quale guardava all'instaurazione di una dinastia borbonica nell'Italia centrale con grande sfavore, temendo che si sarebbe rivelata il primo passo per una più ampia espansione ai danni dei suoi Stati. Inoltre con lo stesso trattato Carlo VI, già re di Napoli, si accordò con Vittorio Amedeo II di Savoia per scambiare la Sardegna con la Sicilia, riunendo in questo modo sotto il suo dominio i due regni insieme noti come Due Sicilie. I due regni rimasero però politicamente autonomi l'uno dall'altro e quindi furono governati da distinti viceré come in epoca spagnola.
Morto senza figli il duca di Parma Antonio Farnese, nell'ottobre 1731 una flotta anglo-spagnola sbarcò seimila soldati a Livorno, dove a dicembre giunse lo stesso don Carlo, ormai quindicenne, affidato alle cure del suo ayo, il conte di Santisteban. Nei mesi successivi – ostentando noncuranza per l'investitura imperiale secondo le direttive di Madrid – l'infante prese dapprima possesso della Toscana, che avrebbe dovuto ereditare alla morte del granduca Gian Gastone de' Medici, suo tutore; quindi si stabilì nel ducato farnesiano, governato nel frattempo dalla duchessa vedova Dorotea Sofia di Neuburg, sua nonna materna e anch'essa sua tutrice. Non avendo il nuovo duca di Parma adempiuto agli obblighi feudali verso l'imperatore, i rapporti tra Austria e Spagna rimasero tesi, cosicché – apparendo imminente l'inizio di una guerra – a Madrid si iniziarono a studiare nuovi e più ambiziosi progetti di conquista.

## Lo scoppio della guerra di successione polacca
Il casus belli per un nuovo conflitto europeo si verificò nel 1733, quando alla morte del re di Polonia Augusto II la dieta polacca fu chiamata a scegliere il suo successore – essendo la Confederazione polacco-lituana una monarchia elettiva – tra il principe elettore di Sassonia Federico Augusto II, figlio del defunto sovrano sostenuto da Russia, Austria e Prussia, e Stanislao Leszczyński, appoggiato dalla Svezia e soprattutto dalla Francia, in quanto suocero di Luigi XV. L'elezione in settembre del secondo fu resa vana da un intervento militare della Russia, che promosse una nuova elezione stavolta favorevole al proprio candidato, salito al trono con il nome di Augusto III. In risposta la Francia, non potendo intervenire efficacemente contro la troppo lontana Russia, si alleò con il Regno di Sardegna di Carlo Emanuele III e a ottobre dichiarò guerra all'Austria, alleata dei russi, attaccandola lungo il Reno e in Lombardia. Intanto la diplomazia di Parigi avviò dei negoziati per far in modo che la Spagna aderisse alla lega franco-sarda.

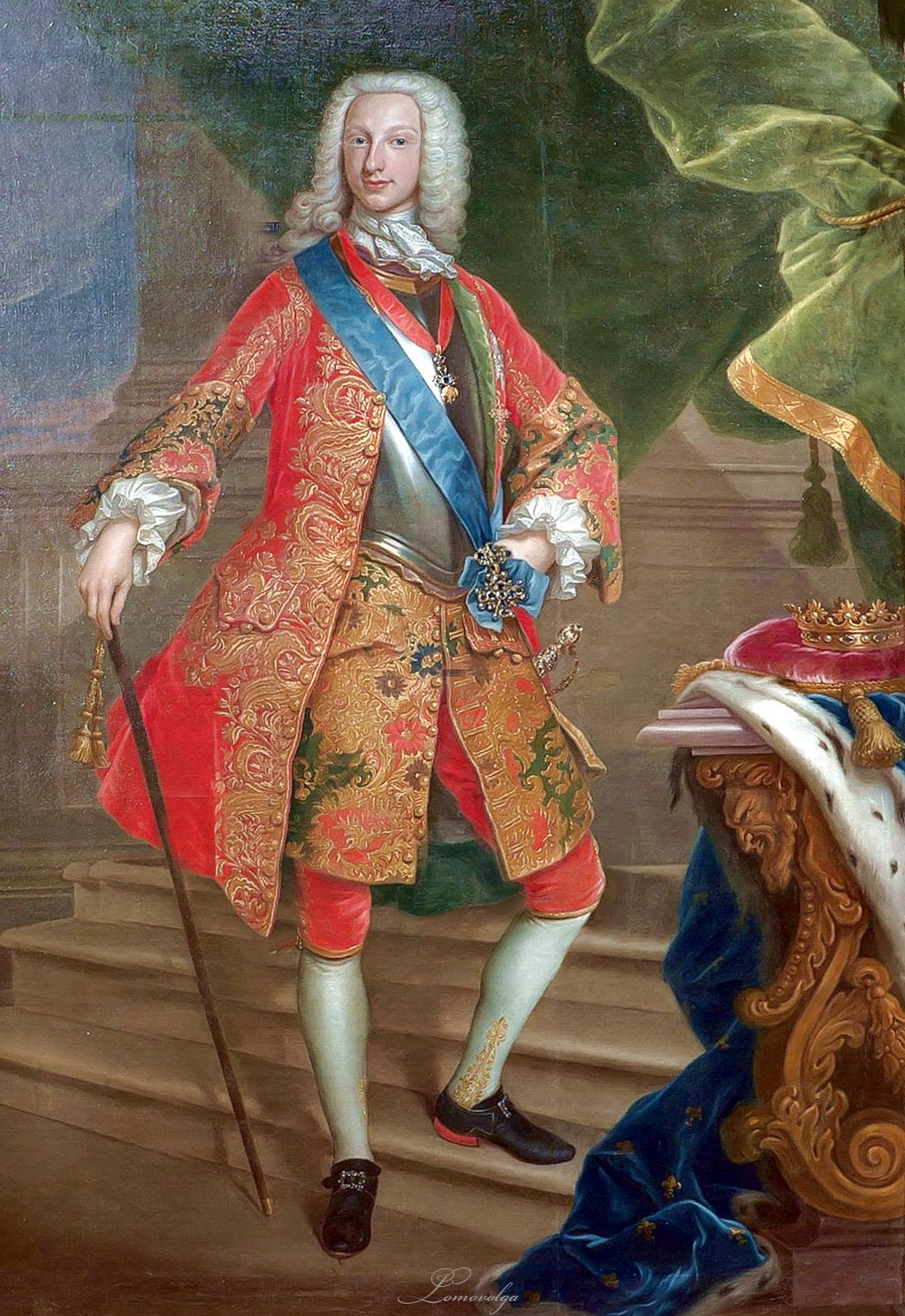
Carlo, duca di Parma, Giovanni Maria delle Piane (detto il Mulinaretto), 1732, Palazzo Reale della Granja de San Ildefonso

In un primo momento, Elisabetta Farnese progettò di procurare ai suoi figli (dopo Carlo aveva avuto Filippo e Luigi) il conteso trono polacco, le Due Sicilie e le Fiandre, oltre a unire il Ducato di Mantova agli Stati dell'Italia centrale già in possesso del primogenito. L'ambizione di Filippo V era invece lasciare alla sua morte un restaurato impero spagnolo che comprendesse i territori persi nel 1713. Nell'organizzare la spartizione delle future conquiste, il primo ministro francese, cardinale Fleury, dovette tuttavia conciliare le ambizioni spagnole in Italia con quanto disposto dal trattato di Torino, stipulato il 26 settembre con Carlo Emanuele III, che assegnava a quest'ultimo il Ducato di Milano e a Carlo di Borbone le Due Sicilie con annesso lo Stato dei Presidi, senza obbligare il re di Sardegna a contribuire allo sforzo militare spagnolo. La Spagna rifiutò di aderire a queste condizioni, chiedendo che le forze franco-sarde si unissero alle proprie sotto il comando di don Carlo nella conquista di tutti i territori austriaci in Italia, che – al di fuori del Milanese – sarebbero dovuti passare immediatamente sotto la sovranità dell'infante.
Le truppe francesi al comando dell'ottantenne maresciallo Villars giunsero in Italia affiancando quelle di Carlo Emanuele nella conquista della Lombardia, che avrebbero ultimato nel giro di tre mesi. Nel frattempo Luigi XV riuscì a convincere Filippo V a stipulare un'alleanza tra i due regni borbonici, conclusa con il trattato dell'Escorial del 7 novembre 1733, detto patto di famiglia, che riconosceva a don Carlo il possesso delle future conquiste e il mantenimento degli Stati già acquisiti.
Il nuovo trattato era in contrasto con quello di Torino, determinando ben presto il sorgere di una disputa tra Elisabetta Farnese e Carlo Emanuele per il possesso di Mantova, promessa dai francesi a entrambi. Il re di Sardegna temeva che la cessione della città all'infante avrebbe precluso al suo regno la possibilità di una futura espansione, oltre a rendere insicuri i suoi domini in Lombardia, ancora ambita dalla Spagna. Pur di non consegnare Mantova in mano spagnola, propose quindi a Fleury di donarla a un sovrano straniero gradito alla Francia, l'elettore di Baviera, ma il cardinale gli rispose che la cessione della città a don Carlo era una condizione indispensabile affinché la Spagna entrasse nella coalizione. Il sovrano savoiardo allora acconsentì, ma – non volendo correre rischi per prendere una città che non sarebbe stata sua – addusse una serie di ragioni per rimandare l'assedio, quali le sfavorevoli condizioni climatiche, il pericolo in caso di fallimento di esporre i territori già occupati alla reazione austriaca, la difficoltà dell'impresa e la mancanza di vettovaglie, munizioni e artiglierie di grosso calibro.
Villars fu contrariato dal rifiuto del sovrano sabaudo, ma i suoi decisi piani di attacco vennero respinti anche dagli altri comandanti francesi Coigny e Broglie. Al contrario, il maresciallo sabaudo Rehbinder sostenne le proposte strategiche di Villars contro il parere del suo re e fu per questo destituito. Se quindi gli iniziali piani spagnoli prevedevano di affiancare i franco-sardi nella chiusura dei passi alpini al nemico, assediare insieme a loro Mantova e solo allora marciare verso Napoli, Elisabetta invertì l'ordine delle operazioni dando priorità all'occupazione delle Due Sicilie.

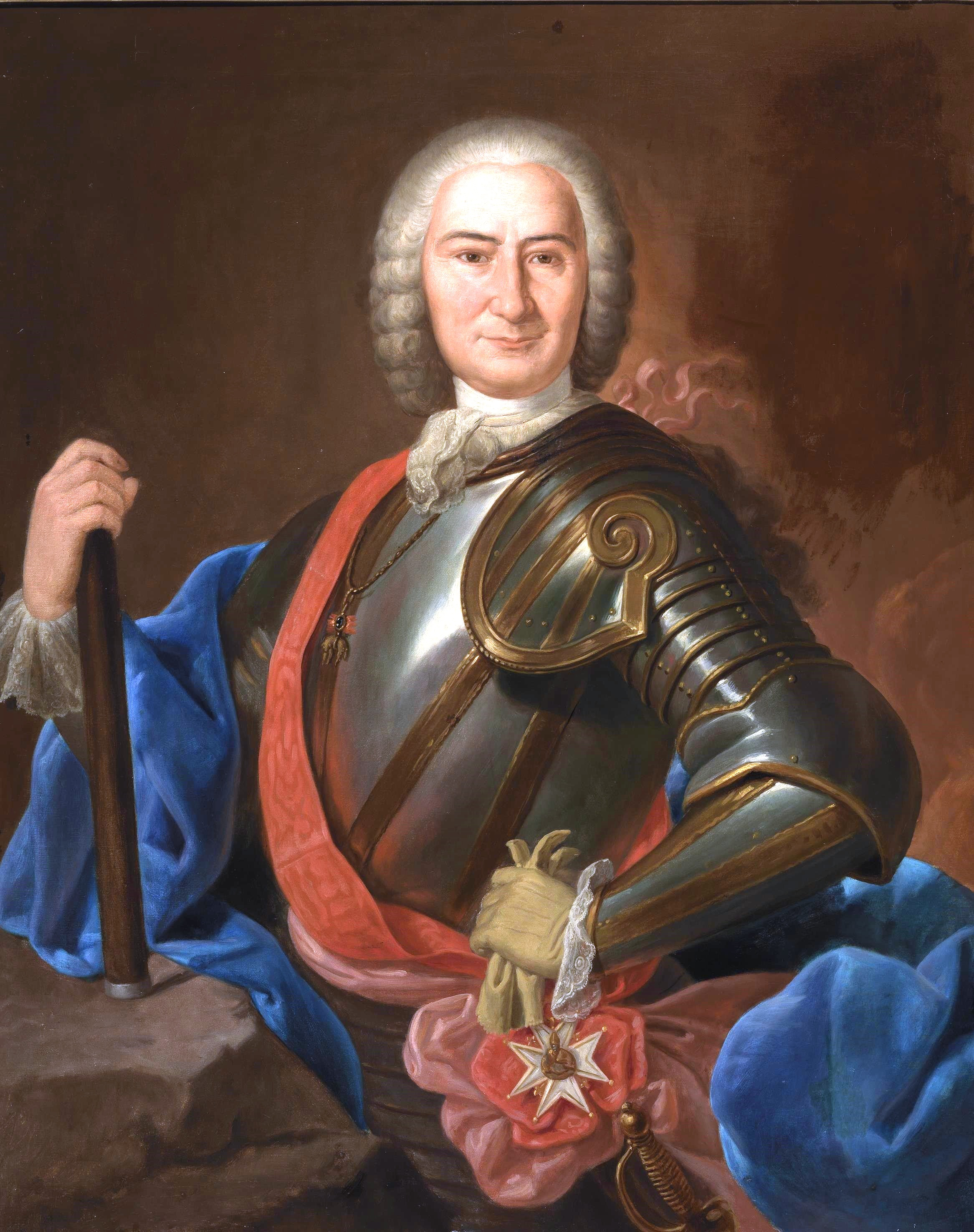
José Carrillo de Albornoz, conte di Montemar, già conquistatore di Orano, comandante dell'esercito spagnolo

Le truppe spagnole arrivarono in più riprese a Livorno alla fine del 1733, sotto il comando del capitano generale José Carrillo de Albornoz, conte di Montemar, già messosi in luce per aver conquistato la città algerina di Orano sottraendola alla reggenza ottomana nel 1732. Furono inoltre nominati dieci tenenti generali, tra i quali il più alto in grado era il francese Manuel d'Orléans, conte di Charny, comandante del corpo di spedizione giunto in Toscana nel 1731. Tra gli altri vi erano il giacobita James FitzJames Stuart e il napoletano Francesco Eboli, duca di Castropignano. Quest'ultimo il 24 dicembre prese la fortezza di Aulla in Lunigiana, di notevole importanza strategica poiché permetteva le comunicazioni tra la Toscana e l'Emilia. Da Pisa, il 7 gennaio 1734 Montemar avvisò Villars della prossima invasione dell'Italia meridionale, per poi raggiungere a Parma l'infante, il quale era stato nominato generalissimo delle armate di Sua Maestà Cattolica in Italia, carica puramente onorifica essendo il comando di fatto affidato al conquistatore di Orano. Il 20 gennaio, giorno del suo diciottesimo compleanno, secondo le istruzioni dei genitori don Carlo si dichiarò fuori tutela, cioè libero di governare autonomamente. Nella lettera con cui gli ordinò di marciare sulle Due Sicilie, la madre gli scrisse: «una volta elevate al grado di libero regno, saranno tue. Va dunque e vinci: la più bella corona d'Italia ti attende».
L'abbandono della Lombardia da parte degli spagnoli suscitò forti perplessità presso il comando francese, rendendo precaria una coalizione già minata dai contrasti tra Villars e Carlo Emanuele, tanto che il maresciallo suggerì a Luigi XV di tenere occupate alcune fortezze per prepararsi a un possibile passaggio dei sardo-piemontesi al nemico. Don Carlo, personalmente turbato da quello che riteneva un tradimento verso gli alleati e in particolare l'anziano Villars, con cui aveva instaurato un rapporto di cordialità, in una lettera del 14 gennaio si giustificò sostenendo di aver ricevuto dai genitori l'ordine perentorio di «aller à l'entreprise de Naples sans attendre autre chose et sans faire autre representation» (andare all'impresa di Napoli senza attendere altro e senza fare altre rappresentanze). Villars tentò di dissuaderlo personalmente, mettendosi in marcia da Milano a Parma attraverso il Po ghiacciato dal 25 al 27 gennaio, ma la decisione degli spagnoli di dirigersi al Sud era ormai già presa. Agli inizi di febbraio Carlo partì quindi da Parma per Firenze, dando nel contempo avvio allo svuotamento della città emiliana da tutti i beni ereditati dai Farnese, compresa l'imponente collezione di opere d'arte, per evitare che cadessero in mano austriaca.

## La conquista del Regno di Napoli
Dopo aver soggiornato per due settimane a Firenze, don Carlo iniziò la sua marcia su Napoli il 24 febbraio 1734. Giunto a Perugia, il 5 marzo passò in rassegna generale tutte le truppe che avrebbero partecipato alla campagna. Dopo che alla fine del 1733 erano sbarcati a Livorno due corpi di spedizione, le forze spagnole in Italia contavano su ventitré reggimenti di fanteria (52 battaglioni), undici di cavalleria (34 squadroni) e sette di dragoni (19 squadroni). Le stime sul numero di soldati impiegati nell'invasione dell'Italia meridionale sono variabili, partendo da un massimo di 36 000 uomini per arrivare a 14 000 effettivi al netto di contingenti lasciati a presidiare i ducati di Parma e Toscana, morti, malati e disertori. Quest'ultimo dato è confermato da una lettera scritta in aprile da Montemar, allora accampato ad Aversa, al primo ministro spagnolo José Patiño, in cui il comandante spiega – rispondendo a una esplicita richiesta del suo interlocutore – come un esercito che secondo le previsioni avrebbe dovuto essere di 25 000 uomini si fosse ridotto a 14 000. Contando all'inizio 17 819 fanti – compresi «sargentos y tambores» (sergenti e tamburi) – e 3 888 cavalieri, per un totale di 21 707 uomini, si ridusse durante la marcia a causa dei 2 776 malati e quasi cinquemila disertori. Al seguito dell'armata vi erano inoltre circa diecimila avventurieri.
Dopo aver già depredato Mirandola, il Principato di Piombino e il Ducato di Massa e Carrara lungo il loro cammino, entrati nello Stato Pontificio – attraverso il quale papa Clemente XII aveva concesso il passaggio sperando di veder riconosciuti i suoi diritti feudali su Parma e Piacenza – i soldati spagnoli e gli avventurieri al loro seguito commisero furti e violenze ai danni della popolazione, nonostante il pontefice, i commissari di don Carlo e il cardinale spagnolo Belluga si fossero particolarmente impegnati nel rifornirli di vettovaglie al fine di evitare saccheggi. Intanto la flotta, salpata da Porto Longone e da Livorno, trovò riparo nel porto di Civitavecchia. Gli austriaci, già impegnati in Lombardia, disponevano di forze insufficienti per difendere il vicereame, ma, nonostante ciò, il 10 marzo l'imperatore Carlo VI dichiarò con un proclama al popolo napoletano di esser fiducioso nella Divina Provvidenza e sicuro della vittoria. Intanto don Carlo, dopo una sosta a Civita Castellana, dove da Napoli giunsero notizie riguardo alla simpatia del popolo per gli spagnoli e alle scarse difese austriache, il 14 marzo emanò a sua volta da Monterotondo un proclama in doppia lingua (spagnola e italiana), contenente un dispaccio di suo padre Filippo V, inviato da El Pardo il 27 febbraio, in cui il re di Spagna dichiarava di volersi impossessare del Regno di Napoli perché turbato «dai clamori delle eccessive violenze, oppressioni e tirannia che da tanti anni a questa parte ha commesso il Governo Alemanno». Prometteva inoltre perdoni, assicurava il rispetto dei privilegi, s'impegnava ad abolire le tasse imposte dal governo austriaco e a ridurre le altre. Don Carlo, oltre a ribadire quanto promesso dal padre, rassicurava i napoletani sulla sua volontà di non introdurre l'Inquisizione nel regno.

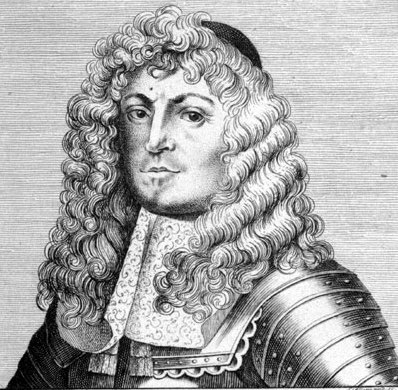
Otto Ferdinand, conte di Abensberg e Traun, uno dei più autorevoli ufficiali austriaci impegnati nella difesa del vicereame di Napoli

A Napoli, dato lo stato di guerra, la massima autorità del governo asburgico era il feldmaresciallo Giovanni Carafa, comandante generale delle truppe del vicereame, a cui era subordinato anche il viceré Giulio Visconti Borromeo Arese, essendo i poteri di quest'ultimo limitati alla possibilità di esprimere un parere consultivo sulle questioni più importanti. All'interno del comando militare vi erano forti divergenze su come organizzare le difese: il piano di Carafa consisteva nel ritirarsi nelle province meridionali, attendere rinforzi da Vienna e dalla Sicilia e quindi affrontare il nemico in una battaglia campale; il tenente maresciallo Otto Ferdinand von Traun e la corte viennese sostenevano invece che si dovesse andare incontro ai borbonici schierando tutto l'esercito ai confini settentrionali.
Nei giorni 20 e 21 marzo, la marina spagnola s'impadronì di Procida e Ischia, e in seguito inflisse una pesante sconfitta alla flotta vicereale.
Il 31 marzo, incalzato dalle truppe borboniche, il comandante austriaco Traun sentendosi accerchiato e costretto a evitare lo scontro, arretrò dalla sua posizione di Mignano, permettendo agli spagnoli di avanzare verso Napoli. Lasciate alcune guarnigioni a difesa dei castelli della città, Carafa si ritirò in Puglia attuando il suo piano, apparendogli vano ogni tentativo di difendere i confini a causa del mancato arrivo dei rinforzi attesi. Gli spagnoli attaccarono la capitale continentale nei primi giorni di aprile, mentre nel frattempo l'infante riceveva gli omaggi di diverse famiglie nobili napoletane, fino alla consegna delle chiavi della città e del libro dei privilegi, avvenuta il 9 aprile a Maddaloni, da parte di una delegazione di eletti della città.
Cronache dell'epoca riportano che Napoli fu bombardata con umanità, furono colpiti solo obiettivi militari, e che i combattimenti avvennero in un generale clima di cortesia tra i due eserciti, spesso tra gli sguardi dei napoletani che si avvicinavano incuriositi. Il primo forte che si arrese agli spagnoli fu il Castello del Carmine (10 aprile), seguito da Castel Sant'Elmo (27 aprile), Castel dell'Ovo (4 maggio) e infine Castel Nuovo (6 maggio).
La maggior parte della nobiltà napoletana pareva favorevole a un ritorno degli spagnoli, soprattutto perché sperava che il re di Spagna rinunciasse al trono di Napoli in favore di suo figlio, in modo da poter finalmente accogliere un proprio sovrano e non l'ennesimo viceré al servizio di una potenza straniera.
Carlo di Borbone fece il suo ingresso trionfale a Napoli il 10 maggio 1734. Entrato da Porta Capuana come tutti i conquistatori della città, cavalcava circondato dai suoi consiglieri ed era seguito da un gruppo di cavalieri che gettavano monete al popolo. Alla testa del corteo percorse via dei Tribunali, e dopo essersi fermato davanti alla cattedrale per ricevere la benedizione dell'arcivescovo della città, il cardinale Pignatelli, proseguì fino a Palazzo Reale. Due cronisti del tempo, il fiorentino Bartolomeo Intieri e il veneziano Cesare Vignola, descrissero in modo diverso l'accoglienza che i napoletani gli riservarono. Intieri scrisse che il suo arrivo fu un evento epocale («sono accaduti fatti non succeduti ancora in molti secoli»), e che i popolani festanti gridavano che «Sua Altezza Reale era bello, che il suo viso era come quello di San Gennaro nella statua che lo rappresenta». Vignola invece riportò che «non vi fu quell'acclamazione che veniva supposta», e che la folla applaudiva con «molta languidezza» e soltanto «per dare impulso a chi gettava il denaro perché gettasselo in maggior copia».

## La proclamazione dell'indipendenza e la battaglia di Bitonto

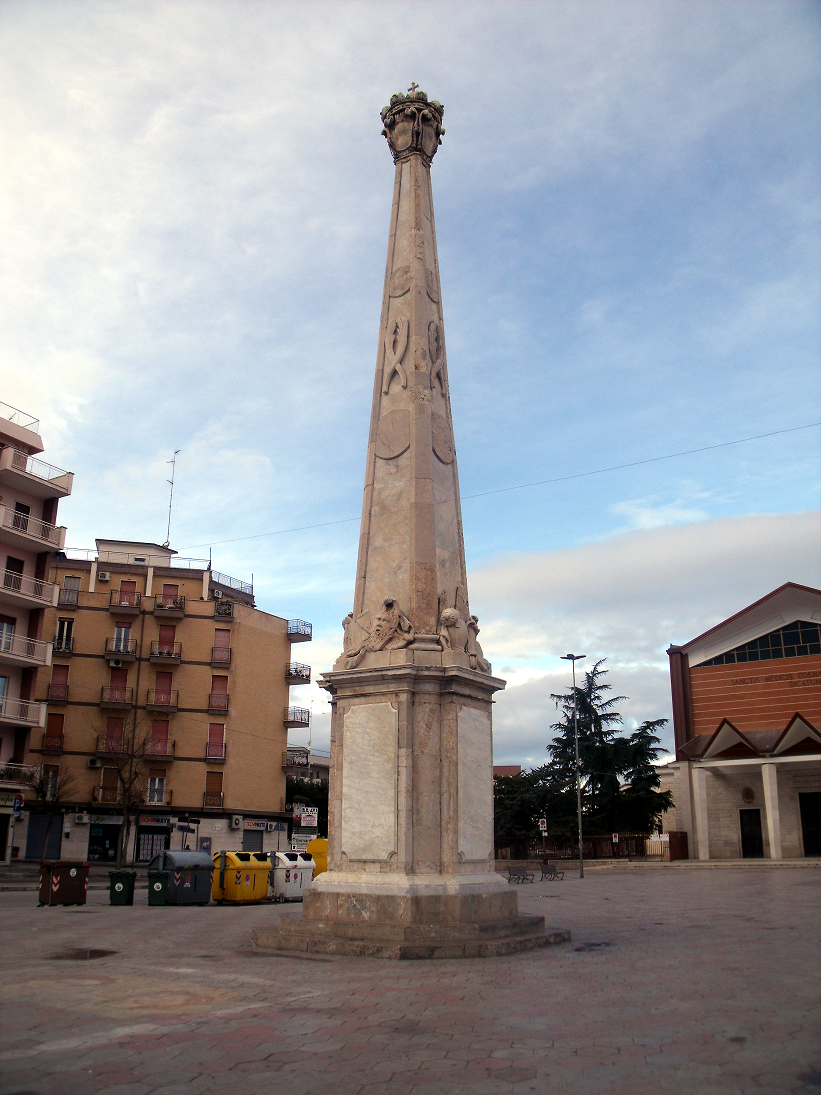
L'Obelisco Carolino a Bitonto, innalzato per commemorare la vittoria borbonica del 1734

Il 15 maggio, con un dispaccio e una lettera Filippo V proclamò l'indipendenza del Regno di Napoli, con suo figlio Carlo come re. Il dispaccio, datato 15 aprile ed in lingua spagnola, annunciava:
La lettera, scritta in francese, iniziava invece con le parole «Au roy de Naples. Monsieur mon frère et fils» (Al re di Napoli. Mio signor fratello e figlio). Carlo di Borbone fu quindi il primo sovrano a risiedere a Napoli dopo oltre due secoli di vicereame, ma la conquista del regno non era ancora completa, poiché gli austriaci, guidati dal principe di Belmonte Antonio Pignatelli, nel frattempo subentrato al Carafa, avevano ricevuto rinforzi e si erano accampati nei pressi di Bitonto. Le truppe spagnole, comandate dal conte di Montemar, li attaccarono il 25 maggio, e riportarono una schiacciante vittoria, facendo migliaia di prigionieri, tra cui anche il principe di Belmonte, mentre il viceré Visconti e altri ufficiali riuscirono a mettersi in salvo sulle navi attraccate a Bari. Per festeggiare la vittoria Napoli fu illuminata per tre notti, e il 30 maggio Carlo accolse il generale Montemar con tutti gli onori e lo nominò duca di Bitonto.
Cadute Reggio Calabria (20 giugno), l'Aquila (27 giugno) e Pescara (28 luglio), le ultime due roccaforti austriache rimaste nella penisola erano Gaeta e Capua. L'assedio di Gaeta avvenne alla presenza dell'infante, e si concluse il 6 agosto. Il 28 dello stesso mese le truppe di Montemar sbarcarono in Sicilia, e il 2 settembre entrarono a Palermo, dando inizio all'invasione dell'isola. Capua, strenuamente difesa dal Traun, si arrese invece il 24 novembre, dopo una lunga resistenza.
Giudicato tra i principali responsabili della perdita del regno, il maresciallo Carafa fu esiliato a Wiener Neustadt e processato presso il supremo consiglio di guerra, venendo condannato anche a un periodo di carcere.

## La conquista del Regno di Sicilia
Nel 1734, il Regno di Sicilia, come prima il Regno di Napoli, fu invaso dalle truppe di Carlo di Borbone. A fine agosto due contingenti spagnoli sbarcarono a Palermo e Messina. La capitale fu occupata il 2 settembre. Le truppe dell'infante di Spagna, avanzarono senza incontrare forti resistenze, escluso a Messina, con il principe Lobkowitz e a Siracusa con il marchese Orsini, dove gli austriaci resistettero oltre sei mesi, mentre Trapani si arrese solo nel giugno 1735. L'isola fu così sottratta agli Asburgo. Il 3 luglio 1735, Carlo fu incoronato re di Sicilia a Palermo, assumendo il nome di Carlo III di Sicilia.
La costituzione della nuova monarchia borbonica liberava dalla condizione di viceregno l'isola, che ritornava a essere formalmente uno Stato indipendente, anche se in regime d'unione personale col Regno di Napoli. I due reami, pur condividendo lo stesso sovrano, mantennero però forme di Stato (monarchia costituzionale e parlamentare in Sicilia, assoluta a Napoli), ordinamenti giudiziari, fiscali e amministrativi distinti e separati. Nel Regno siciliano continuarono ad avere forza di legge le Costituzioni regie emanate nel 1296 da Federico III e ciascun regno mantenne moneta e bandiera proprie. La politica del nuovo sovrano fu all'insegna delle riforme: esse furono orientate a modernizzare l'amministrazione e l'erario e a favorire i commerci. Ma il re, che lasciò presto l'isola per Napoli, attuò interventi tendenti a limitare il potere ecclesiastico e baronale e nel Parlamento siciliano.

## La questione dell'investitura

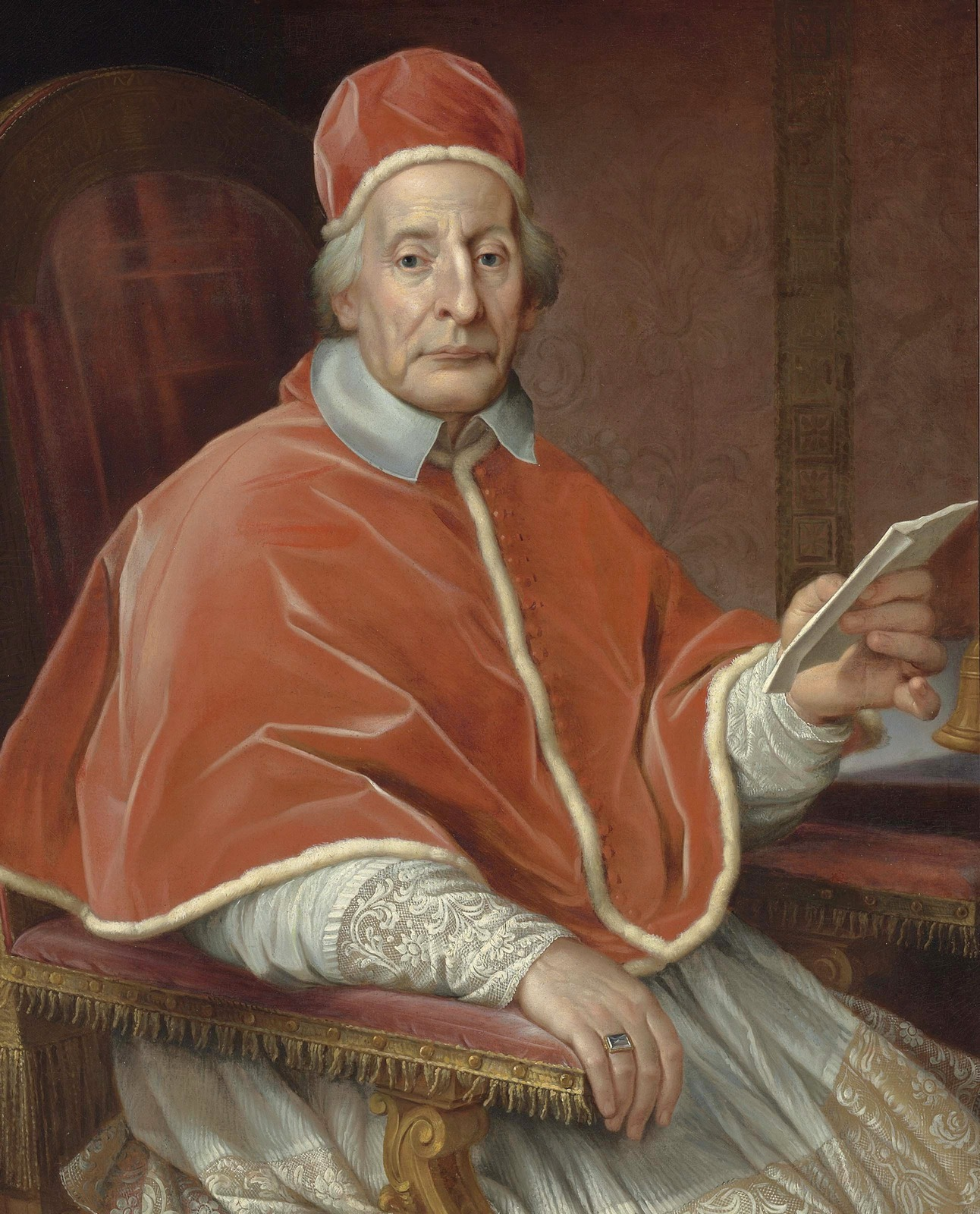
Papa Clemente XII ritratto da Agostino Masucci. Tra il pontefice, determinato a far valere i diritti feudali della Chiesa, e Carlo di Borbone ci furono tensioni in diverse occasioni.

Durante i primi anni del regno di Carlo la corte napoletana fu impegnata in una disputa con la Santa Sede. In virtù di diritti feudali che risalivano al trattato di Melfi del 1059, con cui papa Niccolò II aveva riconosciuto a Roberto il Guiscardo il dominio dell'Italia meridionale e della Sicilia, Clemente XII si considerava l'unico legittimato a investire i re di Napoli, cosicché non riconobbe Carlo di Borbone come legittimo sovrano, facendogli sapere attraverso il nunzio apostolico di non ritenere valida la nomina ricevuta dal re di Spagna suo padre. In risposta, a Napoli una giunta presieduta dal giurista toscano Bernardo Tanucci concluse che l'investitura pontificia non era necessaria, poiché l'incoronazione di un re non poteva esser considerata un sacramento. Il Tanucci attuò una politica di forte limitazione dei privilegi del clero, i cui vasti possedimenti godevano dell'esenzione fiscale e di una propria giurisdizione. Tuttavia da parte del governo napoletano non mancarono gesti distensivi, come fu quello di vietare il rientro in patria allo storico pugliese in esilio Pietro Giannone, sgradito alle gerarchie ecclesiastiche.
Nel 1735, dopo essere sbarcato in Sicilia, dove già si preparava la sua incoronazione, Carlo inviò come ambasciatore a Roma il principe Sforza Cesarini per tributare al papa il tradizionale omaggio feudale della chinea: una cavalla bianca e una somma di denaro che i re di Napoli donavano ai papi in segno di vassallaggio ogni 29 giugno, ricorrenza dei santi Pietro e Paolo. L'imperatore, considerandosi ancora il legittimo sovrano del regno napoletano, fece lo stesso. Poiché la chinea imperiale era una consuetudine mentre quella borbonica una novità, il pontefice accettò la prima ritenendo di compiere un gesto meno clamoroso. La scelta del papa contrariò il principe spagnolo.
Il 3 luglio Carlo fu incoronato sovrano delle Due Sicilie, rex utriusque Siciliae, nell'antica Cattedrale di Palermo. L'incoronazione avvenne aggirando l'autorità del papa grazie all'Apostolica Legazia di Sicilia, privilegio medievale che garantiva all'isola una particolare autonomia giuridica dalla Chiesa. Alla cerimonia non partecipò il legato papale, come Carlo avrebbe voluto..

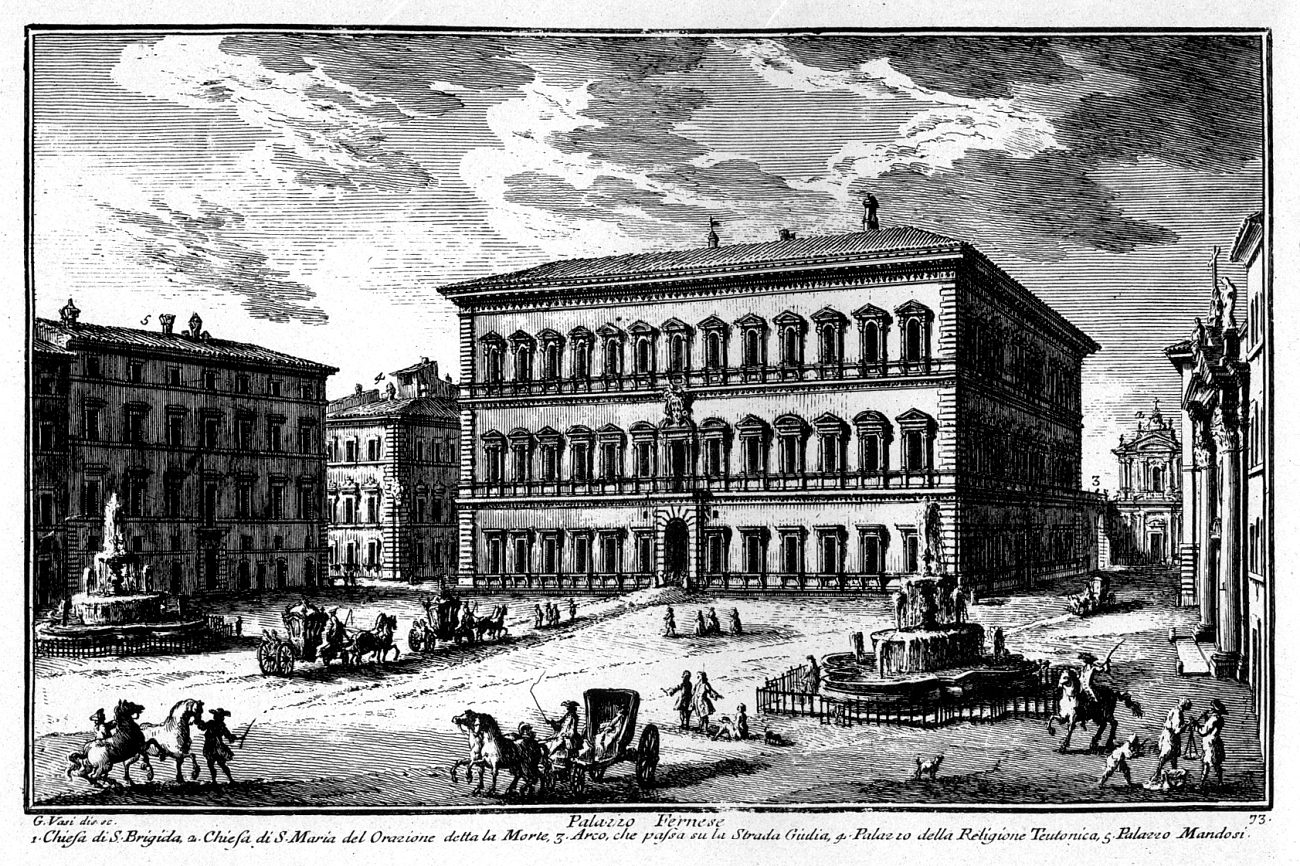
Palazzo Farnese nel XVIII secolo, incisione di Giuseppe Vasi

Nel marzo dell'anno seguente si aggiunse un ulteriore motivo di attrito tra Napoli e Roma. Nella capitale pontificia si diffuse la voce che i borbonici rinchiudessero cittadini romani nei sotterranei di Palazzo Farnese, proprietà di re Carlo, per reclutarli con la forza nel neonato Real Esercito. Migliaia di trasteverini assaltarono il palazzo per liberarli, e all'interno dell'edificio si abbandonarono al saccheggio. La folla si diresse poi verso l'ambasciata spagnola in piazza di Spagna e, negli scontri che seguirono, furono uccisi diversi soldati borbonici tra cui un ufficiale. Successivamente il tumulto si estese fino a Velletri, dove la popolazione in sommossa aggredì delle truppe spagnole in marcia verso Napoli.
Il saccheggio di una proprietà del sovrano fu ritenuto un grave affronto dalle corti borboniche. Di conseguenza, gli ambasciatori spagnoli e napoletani abbandonarono Roma, mentre i nunzi apostolici furono allontanati da Madrid e da Napoli. Reggimenti borbonici sconfinarono nello Stato Pontificio, la minaccia fu tale che alcune porte di Roma furono sbarrate e la guardia civica raddoppiata. Velletri fu occupata e costretta a pagare ottomila scudi come città vinta, Ostia fu saccheggiata, mentre Palestrina evitò la stessa sorte grazie al pagamento di un riscatto di sedicimila scudi.
La commissione cardinalizia a cui fu affidato il caso decise d'inviare a Napoli una delegazione di prigionieri trasteverini e velletrani come riparazione. I sudditi pontifici furono puniti con pochi giorni di prigione e poi, dopo aver chiesto il perdono reale, furono graziati. Il sovrano napoletano successivamente riuscì ad appianare le proprie divergenze col papa e, dopo lunghi negoziati, grazie alla mediazione del suo ambasciatore a Roma, il cardinale Acquaviva, ottenne l'investitura il 12 maggio 1738.